# Dubravka Ugrešićová
Dubravka Ugrešićová (27. března 1949 Kutina – 17. března 2023 Amsterdam) byla chorvatská spisovatelka feministicko-liberální orientace žijící v nizozemském Amsterdamu.

## Život
Vystudovala literární komparatistiku a ruštinu na Záhřebské univerzitě.
Z Chorvatska odešla roku 1993 po rozpadu Jugoslávie. Právě tento rozpad a následné války byli jejím velkým tématem, zejména v knize Kultura lži – Antipolitické eseje, za kterou obdržela roku 1996 Prix Européen de l´Essai Charles Veillon a roku 1997 nizozemskou cenu Verzetsprijs. Roku 1999 získala Rakouskou státní cenu za evropskou literaturu a roku 2015 literární cenu Neustadt.